# استیون مکینتاش
استیون مکینتاش (به انگلیسی: Steven Mackintosh) (زاده ۳۰ آوریل ۱۹۶۷) بازیگر انگلیسی است.
از فیلم‌های او می‌توان به شب دوازدهم، کیک-اس ۲، آب‌میوه آبی، سرزمین دختران، زن سیاه‌پوش، قصه‌گو، اربابان آهنین، اولین تولد و الفی هاپکینز اشاره کرد.